# Gran icosicosidodecaedro
En geometría, el gran icosicosidodecaedro (o gran icosidodecaedro icosificado) es un poliedro uniforme estrellado, indexado como U48. Tiene 52 caras (20 triángulos, 12 pentagramas y 20 hexágonos), 120 aristas y 60 vértices. Su figura de vértice es un cuadrilátero cruzado.

## Poliedros relacionados
Comparte su disposición de vértices con el dodecaedro truncado y su disposición de aristas con el gran dodecicosidodecaedro ditrigonal (con el que tiene las caras triangulares y pentagonales en común) y con el gran dodecicosaedro (con el que tiene las caras hexagonales en común).
| Dodecaedro truncado | Gran icosicosidodecaedro | Gran dodecicosidodecaedro ditrigonal | Gran dodecicosaedro |